# Tanacetum gracile
Espèce
Tanacetum gracile est une espèce de plante à fleurs de la famille des Asteraceae.
Ce sont des plantes herbacées.